# Sahoel

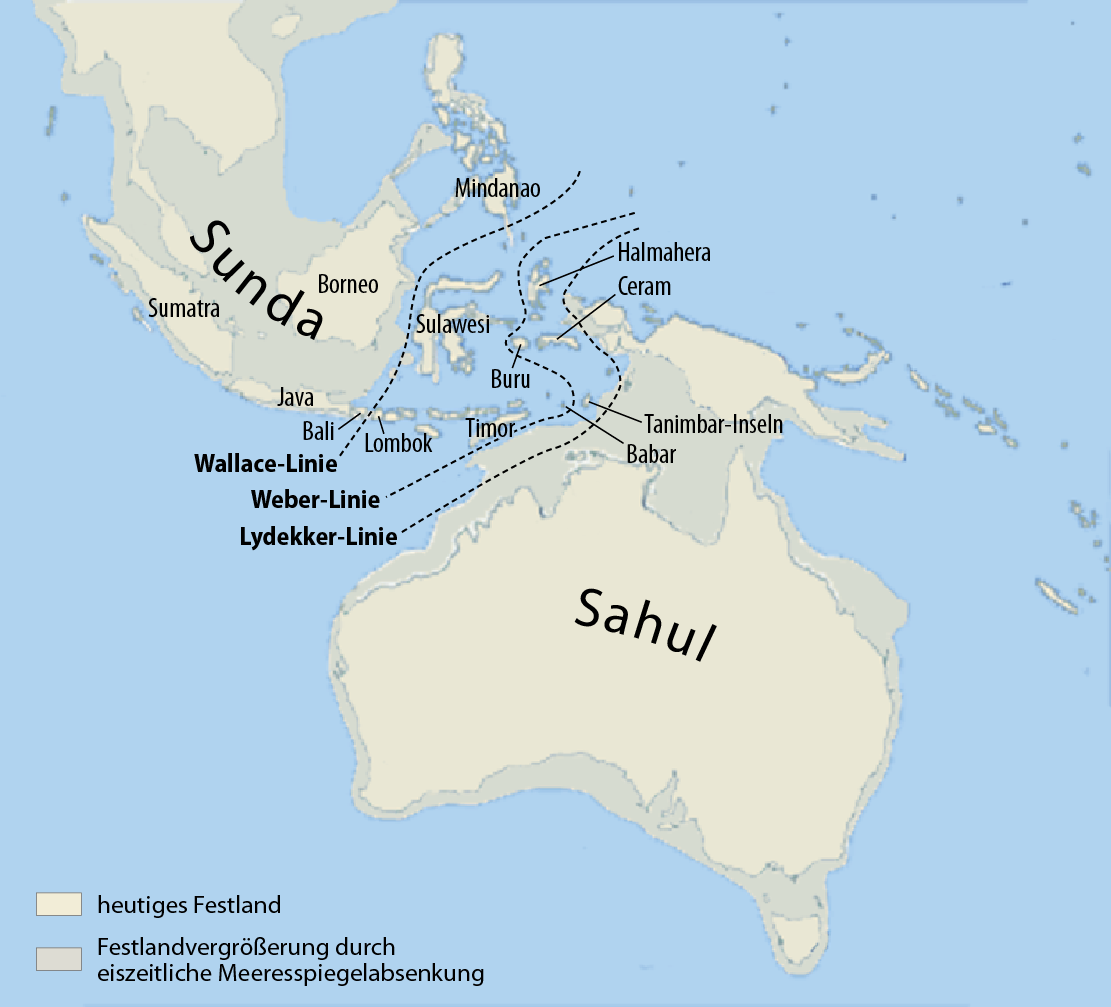
kaart van Soendaland en Sahoel

Sahoel of Meganesië was een samenhangende landmassa die tijdens de laatste ijstijd bestond uit Australië, Nieuw-Guinea met de Aru-eilanden, grote delen van de Arafurazee en Tasmanië. De huidige isolatie van de eilanden van het Australische vasteland ontstond na het einde van de laatste ijstijd, toen het zeeniveau door het smeltende landijs met meer dan honderd meter steeg. 
De hierdoor ontstane zeestraat tussen het Kaap York-schiereiland van de Australische deelstaat Queensland heet Straat Torres en is 140 kilometer breed. De Straat Bass tussen Tasmanië en het Australische continent is ongeveer 250 km breed en heeft een gemiddelde waterdiepte van ongeveer 90 m. De overstroming van Straat Torres vond ongeveer 8000 jaar geleden plaats en van de Straat Bass ongeveer 12.000 jaar geleden. Het zeeniveau bereikte ongeveer 6000 jaar geleden het huidige niveau.
Anderzijds was Sahoel nooit door een landbrug verbonden met het met Zuidoost-Azië verbonden Soendaland. Deze scheiding van Soenda en Sahoel weerspiegelt zich ook in de verschillende fauna's van beide regio's, begrensd door de Lydekker-, Wallace- en Weberlijnen. De fauna van de afzonderlijke eilanden in de voormalige regio Sahoel is daarentegen erg vergelijkbaar. Buideldieren komen voor op Australië, Nieuw-Guinea en Tasmanië en een aantal westelijkere eilanden van Wallacea tot in Sulawesi, en sommige soorten regenboogvissen komen zowel in het noorden van Australië als het zuiden van Nieuw-Guinea voor.

## Menselijke kolonisatie
Anno 2021 wordt algemeen geaccepteerd dat Sahoel ten minste 50.000 jaar geleden door de mens gekoloniseerd werd. Mensen bereikten de hooglanden van Nieuw-Guinea bijna 50.000 jaar geleden, en meer dan 40.000 jaar geleden de gematigde bossen in het zuidwesten van Australië. Ongeveer 5000 jaar later zijn nederzettingssporen te vinden in het droge en hete centrum, evenals onder rotsschuilplaatsen in de bergen van Tasmanië. De verschillende habitats werden veroverd met een lithische technologie die gedurende het hele Pleistoceen geen gestandaardiseerde vormen vertoonde.
De weg waarop de eerste kolonisten in Sahoel kwamen kan niet met zekerheid worden gereconstrueerd. De beschikbare dateringen van sites in Nieuw-Guinea en Australië zijn bijna allemaal aanzienlijk ouder dan de Zuidoost-Aziatische. Archeologische opgravingen in Madjedbebe, Noord-Australië  toonden dat de site met zekerheid 50.000 jaar en mogelijk al 65.000 ± 6000 jaar geleden voor het eerst door mensen werd bewoond. In 2017 werden in de Lailigrot, aan de noordkust van Oost-Timor, vondsten gedaan die een kolonisatie tot 44.600 jaar geleden aantonen. In de grot van Jerimalai in Oost-Timor werden vondsten tot 42.000 jaar oud gedaan.